# Eduard Decarli
Eduard Decarli (* 9. Januar 1846 in Olmütz; † 23. Oktober 1903 in Radebeul; Geburtsname: Eduard Johann Jakob Schmidt) war ein deutscher Hof-Opernsänger (Bass) und Schauspieler.

## Leben und Wirken
Nachdem Decarli nach der Realschule 1864/1865 begonnen hatte, am Polytechnischen Institut in Wien zu studieren, nahm er Gesangsunterricht an der Wiener Hofopernschule und dann bei Alexander Arlet, Matteo Salvi und Giovanni Gentiluomo. 
Im Jahr 1868 debütierte er am Stadttheater in Frankfurt am Main. Danach trat er in Augsburg, Laibach und ab 1869 am Hoftheater in Braunschweig auf. Im Jahr 1872 oder 1873 wurde er als Nachfolger von Emil Scaria an das Dresdner Hoftheater engagiert. Bis 1902 war er dort im seriösen und im Buffo-Fach sowie auch als Schauspieler im Sprechtheater erfolgreich. Zwischenzeitlich gastierte er 1880 an der Wiener Hofoper. Er war Mitglied der Braunschweiger Freimaurerloge Carl zur gekrönten Säule.

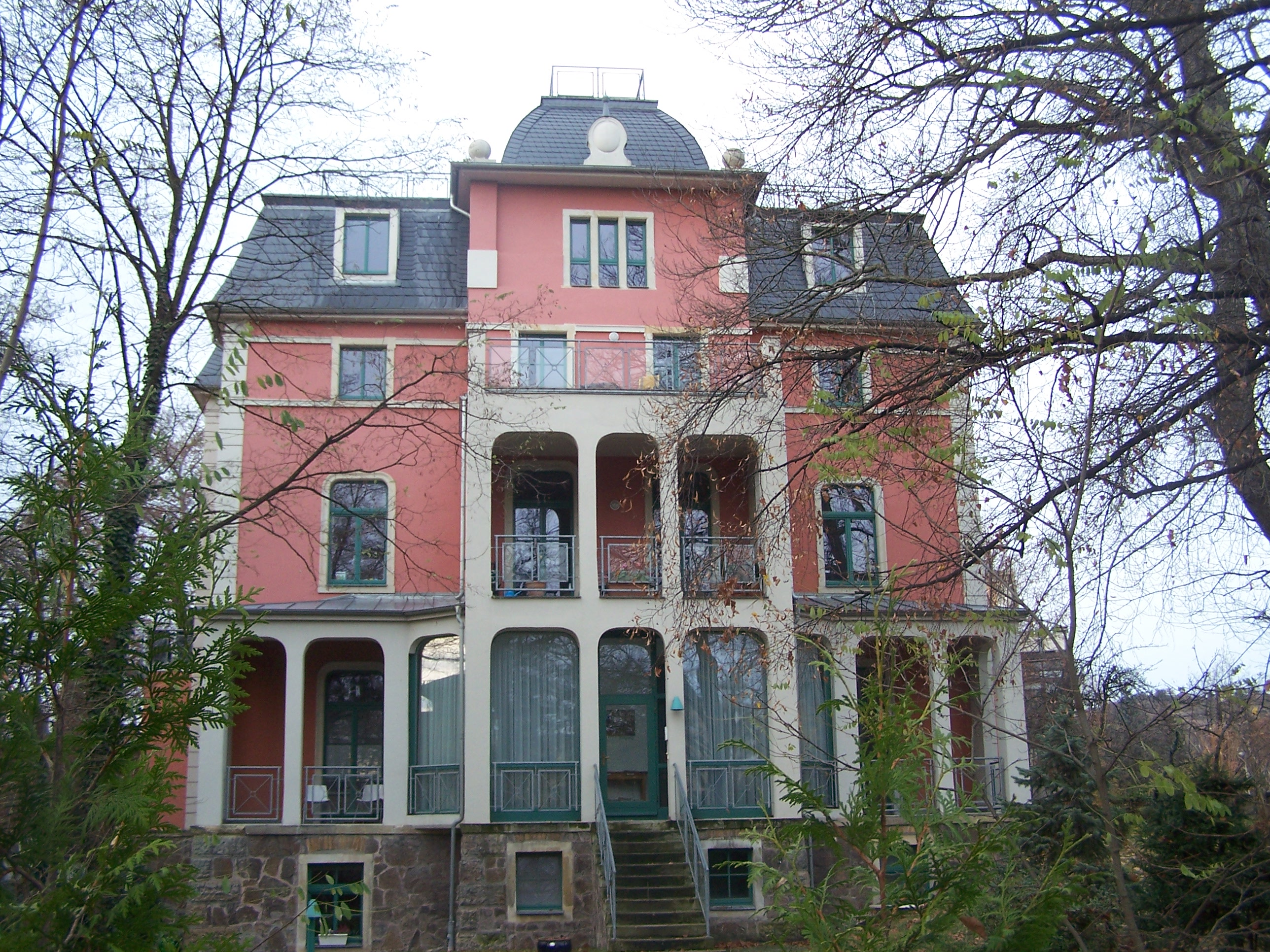
Decarlis letzter Wohnsitz, heute Hölderlinstraße 1

Decarli, der mit dem Ritterkreuz 1. Klasse des Albrechtsordens ausgezeichnet war, verstarb 1903 in seiner Wohnung in der Radebeuler Moritzstraße 1 und wurde in Radebeul beigesetzt. Sein Sohn Bruno Decarli (1877–1950) war ebenfalls Schauspieler.